# Франсуа Север
Альберт Франсуа Север Голденберг (фр. Albert François Cevert Goldenberg), (нар. 25 лютого 1944, Париж— пом. 6 жовтня 1973 в Уоткинс-Глені) — французький автогонщик, що брав участь у чемпіонаті світу з автогонок у класі Формула-1. Север був сином паризького ювеліра, єврейського емігранта з Росії і шурином Жана-П'єра Бельтуаза.

## Сім'я
Син Шарля Голденберга (1901—1985), успішного паризького ювеліра, і Угет Север, Франсуа Север народився в Парижі на початку 1944 року. Його батько був євреєм-іммігрантом з Росії, перевезеним батьками до Франції через Революції 1905 років. Під час Другої світової війни, коли Франція була окупована нацистами, Шарль Голденберг, як зареєстрований єврей, приєднався до французького Опору, щоб уникнути насильницької депортації до Польщі. Для того, щоб не звертати увагу влади на наявність у нього вельми значного капіталу, четверо дітей Шарля і Угет було зареєстровано на її прізвище, а не на його. Через декілька років, після звільнення Франції, батько Франсуа хотів дати своїм дітям прізвище Голденберг, але сім'я була проти, тому що всі знали їх під прізвищем Север.

## Початок кар'єри
Франсуа Север почав свою кар'єру з двох коліс, спочатку ганяючись з друзями на мотоциклі Vespa, що належить його матері, перш ніж пересів на власний Norton в 19 років. Після служби в армії, Север звернув свою увагу на автомобілі. У 1966 році він завершив курс підготовки в автошколі Ле-Мана, потім був зарахований в гоночну школу в Маньі-Куре. В цей же час він зареєструвався для участі в змаганні Volant Shell, переможець якого отримував у винагороду болід Alpine Формули-3. Север пройшов кваліфікацію до фінальної гонки і виграв. Його перший сезон у Ф3 на призовому Alpine склався невдало. Йому не вистачало засобів і досвіду для того, щоб належним чином набудовувати і обслуговувати свій болід. Після того, як був знайдений спонсор на сезон 1968 років, Север поміняв свій Alpine на більш конкурентоздатний болід Tecno. На новій машині Север нарешті почав вигравати гонки, і до кінця сезону він став чемпіоном французької Ф3, випередивши Жана-П'єра Жабуї. Після перемоги у французькій Формулі-3, Север приєднався до команди Tecno у Формулі-2 в 1969 році і закінчив чемпіонат третім, взявши участь в Гран-прі Німеччини 1969 років в класі Ф2. У той час Формула-2 була ідеальним навчальним полігоном для амбіційних гонщиків, оскільки багато топ-пілотів Великих Призів також змагалися в класі Ф2, коли їм дозволяв графік виступів на Формулі-1. Після того, як Джекі Стюарт насилу обігнав Севера у гонці Формули-2 в Крістал Пелас в тому ж році, Стаюарт порадив менеджерові своєї команди Кену Тірреллу стежити за молодим французом. Ця особиста рекомендація окупилася в 1970 році, коли Тіррелу в короткі терміни знадобився новий пілот — він мав у думці рекомендацію Стюарта.

## Формула-1
У 1971 році з командою Tyrrell, що тепер будує свої власні боліди, Север фінішував другим у Франції і Німеччині, обидва рази позаду лідера команди Стюарта. Потім у фінальному Гран-прі сезону в США на оновленій трасі Уоткинс-Глен француз заробив свою першу і єдину перемогу у Великих Призах.
Север став всього лише другим французом, що зумів виграти Гран Формули-1 (Моріс Трінтіньян вигравав Гран-прі Монако в 1955 і 1958 роках), і це була вершина його кар'єри, яка допомогла зайняти 3 місце в чемпіонаті 1971 року — він приїхав услід за Стюартом і Ронні Петерсоном.
Великі надії Севера, Стюарта і Тіррелла не збилися в 1972 році, коли Емерсон Фіттіпальді і Lotus виграли особистий залік і кубок конструкторів. Север лише тричі фінішував в окулярах — це другі місця в Бельгії і США, і четверте в його домашній гонці у Франції на трасі Клермон-Ферран . Єдиною яскравою плямою в році, що розчаровув Севера все більше і більше, було друге місце в 24 годинах Ле Мана за кермом Matra-simca 670 в парі з новозеландцем Хоуденом Генлі.

## Смерть
У 1973 році команда Tyrrell повернулася на вершину Формули-1, і Север показав, що він був здатний триматися за Стюартом майже в кожній гонці. Він фінішував другим 6 разів, тричі за Стюартом, який визнавав, що француз був дуже «слухняним» напарником. Оскільки Север почав виділятися навіть на тлі гоночних здібностей Стюарта, шотландець таємно планував закінчити кар'єру після завершальної гонки сезону в США. У сезоні 1974 роки Север повинен був стати гідним лідером команди Tyrrell.

На жаль, в Уоткінс-Глен, коли Стюарт вже заробив свій третій титул Чемпіона Світу, Север загинув вранці в суботу під час кваліфікації, б'ючись за поул-позицію з Ронні Петерсоном. У швидкій в'язці з правого і лівого поворотів під назвою Esses болід Севера дуже притиснувся до лівої сторони, ударившись об узбіччя, описану Никі Лаудой в його книзі «The Art and Science of Grand Prix Driving» як неймовірно небезпечна (узбіччя траси не мінялося аж до 2005 року, коли там почали проводити гонки IRL). Через удар болід Севера дуже сильно відхилився до правої частини траси, де торкнувся характерного для траси запорошеного блакитного бар'єру, внаслідок чого болід вилетів і ударився у відбійник з другого боку траси під кутом 90 градусів, піднявши і вирвавши з коренем бар'єр. Север загинув миттєво від численних травм, отриманих від зіткнення з бар'єром. 

Северу було 29 років і 224 дні. Франсуа Север похований на кладовищі в Vaudelnay, Maine-et-loire. На його могилі встановлена меморіальна дошка з чорного мармуру і маленький чорний барельєф на стіні позаду могили.